# Gity Hity
Gity Hity – trzydziesty drugi album zespołu Boys wydany 1 września 2012 roku w firmie fonograficznej Green Star. Płyta zawiera 13 utworów z pierwszych pięciu lat istnienia zespołu Boys z lat 1991–1996 w nowych wersjach w tym dwie wersje hymnu muzyki Disco Polo „Wolność”.

## Lista utworów
1. „Wolność” („Dziewczyna z marzeń”, Blue Star 1991)
2. „Napalona Anka” („Dziewczyna z marzeń”, Blue Star 1991)
3. „Jagódka” („Miłość jak wiatr”, Green Star 1994)
4. „Drań” („Łobuz i drań”, Green Star 1996)
5. „Łobuz” („Łobuz i drań”, Green Star 1996)
6. „A ja się bawię” („Dziewczyna z marzeń”, Blue Star 1991)
7. „Gwiazdka” („Miłość jak wiatr”, Green Star 1994)
8. „Inna dziewczyna” („Usłysz wołanie”, Blue Star 1992)
9. „Zabawa we wsi” („Usłysz wołanie”, Blue Star 1992)
10. „Bawmy się” („Bawmy się”, Green Star 1995)
11. „Anulka” („Usłysz wołanie”, Blue Star 1992)
12. „Letnie wspomnienia” („Miłość jak wiatr”, Green Star 1994)
13. „Wolność” (Jan Bańkowski In-Grid version) („Dziewczyna z marzeń”, Blue Star 1991)